# Salaheddine Benhamadi
Pour les articles homonymes, voir Benhamadi.
Salaheddine Benhamadi (arabe : صلاح الدين بن حمادي), né le 10 octobre 1963 à Aïn M'lila en Algérie, est un joueur de football international algérien, qui évoluait au poste de milieu de terrain.

## Biographie

### Carrière en sélection
Salaheddine Benhamadi joue deux matchs en équipe d'Algérie. Il réalise ses débuts en équipe nationale le 5 mars 1991 sous la direction d'Abdelhamid Kermali.

## Palmarès
| AS Aïn M'lila - Championnat d'Algérie : - Meilleur buteur : 1990-91 (19 buts). - Championnat d'Algérie D2 (1) : - Champion : 1983-84 (Groupe Centre Est). |  | CS Constantine - Championnat d'Algérie D2 (1) : - Champion : 1993-94 (Groupe Est). |